# Principes de politique des souverains
Les Principes de politique des souverains est un texte de Denis Diderot rédigé entre 1774 et 1776 et publié en 1798.
Diderot a composé une grande partie de ses maximes prétendument tirées de Tacite du De arcanis rerum publicarum libri sex d'Arnoldus Clapmarius (savant, juriste et humaniste allemand, connu pour ses écrits sur l'administration publique ; 1574–1604), publié en 1605.

## Publications
- Correspondance littéraire secrète, 19 janvier 1776.
- Diderot, Œuvres complètes, éd. Naigeon, 1798.
- Diderot, Œuvres complètes, texte établi par J. Assézat et M. Tourneux, vol. II, Paris, Garnier, 1875, p. 459-502.
- Diderot, Principes de politique des souverains, textes établis, traduits et présentés par Gerhardt Stenger, accompagnés d'extraits du De arcanis rerumpublicarum d'Arnoldus Clapmarius, Paris, Société française d'études du dix-huitième siècle, DL 2015  (ISBN 9791092328066). 108 p. 24 cm. Basé sur le manuscrit de Léningrad, qui diffère du texte tel que publié par Naigeon. CR : Catherine Volpilhac-Auger, Recherches sur Diderot et sur l'Encyclopédie, 2016, n° 51, p. 193-194.